# Horizorhinus
Horizorhinus is een monotypisch geslacht van vogels uit de familie Sylviidae. Op grond van DNA-onderzoek is de vogel verplaatst naar het geslacht Sylvia en is ook de Nederlandse naam veranderd. Het is een endemisch vogelsoort op het Afrikaanse eiland Principe.

- Sylvia dohrni  – Dohrns zanger. Oude naam:  Dohrns lijstertimalia (Horizorhinus dohrni)